# 強烈熱帶風暴洛坦 (2011年)
| 太平洋颱風季             |
| 主題頁 - 專題 - 編輯指南 |

強烈熱帶風暴洛坦（英語：Severe Tropical Storm Nock-ten，聯合颱風警報中心：WP102011，國際編號：1108，菲律賓大氣地球物理和天文管理局：Juaning）為2011年太平洋颱風季第8個被命名的風暴。「洛坦」一名乃由寮國提供，來自寮語，意指翠鳥。

## 發展過程
7月20日一個熱帶擾動於菲律賓以東太平洋海域形成，聯合颱風警報中心給予編號93W。
7月24日該熱帶擾動形成被聯合颱風警報中心升格為熱帶低氣壓及同時給予編號10W，但中央氣象局及日本氣象廳均未將它升格，只報告中心氣壓為1006百帕。香港天文台則在天氣報告中表示一個熱帶低氣壓正在形成當中。
7月25日，日本氣象廳將其升格為熱帶低氣壓，同時發出烈風警報（Gale Warning）。稍後，菲律賓大氣地球物理和天文管理局給予命名Juaning並升格為熱帶低氣壓；同時，中央氣象局與香港天文台均升格為熱帶低氣壓。
7月26日8時，中央氣象局將此熱帶風暴升格為輕度颱風；上午9時，日本氣象廳給予命名並升格為熱帶風暴。同日12時，香港天文台將洛坦升格為熱帶風暴。
7月27日上午此風暴出現風眼，日本氣象廳升格為強烈熱帶風暴；9時30分香港天文台亦跟隨升格。早上10時，此風暴登陸菲律賓奥罗拉省。聯合颱風警報中心於上午11時升格為一級颱風，但登陸菲律賓後已降格為一熱帶風暴。同日14時中央氣象局測出洛坦中心最低氣壓為985百帕，香港天文台測出最高持續風速為每小時105公里。
7月28日15時45分，洛坦集結於南海北部，北緯18.2度，東經115.2度附近。其時移動時速為20公里。而在登陸菲律賓以後，日本氣象廳測出洛坦中心最低氣壓減弱為992百帕，而且預料會再次增強，並移向廣東西部至海南島一帶。香港天文台測出最高持續風速為每小時90公里。
7月29日12時正，洛坦集結於北緯18.5度，東經112.2度附近。其時移動時速為18公里，趨近海南島東南邊。日本氣象廳測出洛坦中心最低氣壓維持於990百帕左右。香港天文台測出最高持續風速為每小時90公里。下午17時40分，洛坦登陸海南省文昌市龍樓鎮，並繼續橫過海南島北部，移入北部灣。登陸前，中心氣壓稍為增強為985百帕。登陸以後，中心氣壓維持於984百帕，時速20公里，西北向。
7月30日凌晨3時，洛坦移入北部灣，集結於北緯19.4度，東經108.7度附近。其移動時速為15公里，西向，移近越南北部。最低氣壓維持於985百帕左右。香港天文台宣告洛坦減弱為熱帶風暴。正午12時，洛坦集結於越南河內東南約260公里，北緯19.5度，東經107.3度附近。其移動時速為18公里，西向，繼續移向越南北部。20時，聯合颱風警報中心發出最後警報。

## 影響

### 菲律賓
當地發出之最高熱帶氣旋警告信號：二號風暴信號
隨著洛坦於菲律賓以東形成，菲律賓大氣地球物理和天文管理局向呂宋多個地區發出一號及二號風暴信號。
洛坦於7月27日10時以強烈熱帶風暴的強度登陸奥罗拉省，登陸後菲律賓大氣地球物理和天文管理局實測風速85公里每小時。風暴造成最少20人死亡，另有9人失蹤，至今下落未明。

### 中國大陸

#### 海南
全省最高熱帶氣旋警告信號： 颱風黃色預警信號（省級）；地方級信號如下：
 颱風黃色預警信號包括︰瓊海市、屯昌縣、澄邁縣、陵水縣、文昌市、三亞市、定安縣、萬寧市、海口市、瓊中縣、保亭縣、臨高縣、東方市、白沙縣、樂東縣、昌江縣、五指山市、儋州市
該省於7月27日16時直接發佈黃色颱風預警信號，並預測24小時內將會受熱帶氣旋影響，平均風力達8級。

#### 廣西
全省最高熱帶氣旋警告信號： 颱風黃色預警信號（省級）；地方級信號如下：
 颱風黃色預警信號包括︰北海市
 颱風藍色預警信號包括︰合浦縣、欽州市、防城港市、東興市
該省於7月27日18時發佈藍色颱風預警信號，並預測24小時內將會受熱帶氣旋影響，平均風力達6級。翌日18時則改發黃色颱風預警信號。

#### 廣東
全省最高熱帶氣旋警告信號： 颱風橙色預警信號（省級）；地方級信號如下：
 颱風橙色預警信號包括︰湛江、雷州、徐闻、吴川
 颱風黃色預警信號包括︰廉江、遂溪、電白
 颱風藍色預警信號包括：茂名、阳西、阳江、高州、化州、台山、深圳、珠海
 颱風白色預警信號包括：惠阳、惠东、惠州、阳春、東莞、廣州、信宜、中山、南沙、恩平、新會、汕尾、陆丰、海丰
該省於7月28日11時發佈藍色颱風預警信號，預測24小時內將會受熱帶氣旋影響，平均風力達6級。全省亦啟動颱風三級應急響應。而於7月28日16時30分改發黃色颱風預警，預料24小時內會受熱帶氣旋影響，平均風力達8級以上，或陣風達10級以上。同時，亦升格為颱風二級應急響應。

### 香港
當地發出之最高熱帶氣旋警告信號： 三號強風信號
香港天文台於2011年7月28日早上8時40分發出一號戒備信號，當時洛坦集結在香港之東南約530公里。天文台表示會在當日傍晚左右考慮是否需要發出三號熱帶氣旋警告信號。隨著洛坦移近，天文台在下午6時45分發出三號強風信號，當時洛坦集結在香港以南約460公里。洛坦影響香港初期，天氣仍然酷熱，間中有幾陣狂風驟雨及雷暴，風勢逐步增強。28日黃昏時離岸吹強風，高地間中吹烈風。
7月29日早上，香港早上本港普遍受到偏東強風影響，高地間中吹烈風。29日下午，洛坦改向西北移動，取代原先的西至西北偏西路徑，更為接近香港；但此時香港風勢不升反跌。洛坦在下午2時最接近香港，在香港之西南約440公里掠過。天文台在下午2時10分改發一號戒備信號，當時洛坦集結在香港之西南約440公里，繼續最接近香港。當洛坦稍作遠離，天文台便在下午4時40分取消所有熱帶氣旋警告信號，當時洛坦集結在香港之西南約450公里。香港普遍風勢減弱，但受到洛坦外圍雨帶影響，香港仍有狂風驟雨，海面亦有大浪。
洛坦吹襲期間，天文台測風網絡8個參考自動氣象站有3個錄得強風，三號信號只欠1站便達標；啟德以些微之差，未能錄得強風。但維港亦受強風影響，港內的中環碼頭及九龍天星碼頭的最高每小時平均風速為每小時45及41公里。風暴期間，長洲、機場及西貢錄得最高10分鐘平均風速分別為每小時61、54和43公里。而由2013年起取代濕地公園成為8個指定自動氣象站之一的流浮山，在風暴期間錄得10分鐘平均風速為每小時46公里，因此導致三號信號「變相達標」。

### 澳門
當地懸掛最高熱帶氣旋警告信號： 三號風球
澳門地球物理暨氣象局於7月28日上午10時懸掛一號風球，再於7月29日早上6時15分懸掛三號風球。，並表示若洛坦按現時途徑移動，當日懸掛八號風球機會不大，澳門將有較頻密的狂風大驟雨及雷暴，早上內港一帶可能出現海水倒灌，低窪地區亦可能出現水浸，並呼籲電單車駕駛者小心使用大橋。當日澳門普遍吹偏東強風，3條跨海大橋皆受到強風影響。氣象局在同日晚上7時除下所有風球，當時洛坦最接近澳門，在澳門之西南約390公里掠過。

## 熱帶氣旋信號使用記錄

### 菲律賓
| 菲律賓大氣地球物理和天文管理局 風暴信號 | 菲律賓大氣地球物理和天文管理局 風暴信號 | 菲律賓大氣地球物理和天文管理局 風暴信號 |
| --------------------------------------- | --------------------------------------- | --------------------------------------- |
| 上一熱帶氣旋                            | 二號風暴信號                            | 下一熱帶氣旋                            |
| 超強颱風鮎魚                            | 二號風暴信號                            | 颱風南瑪都                              |
| 強烈熱帶風暴米雷                        | 一號風暴信號                            | 颱風南瑪都                              |

### 中國大陸

#### 海南
| 海南省氣象台 {{{警告系統}}} | 海南省氣象台 {{{警告系統}}} | 海南省氣象台 {{{警告系統}}} |
| --------------------------- | --------------------------- | --------------------------- |
| 上一熱帶氣旋                | 颱風黃色預警信號            | 下一熱帶氣旋                |
| 颱風燦都                    | 颱風黃色預警信號            | 未有                        |

#### 廣西
| 廣西壯族自治區氣象台 {{{警告系統}}} | 廣西壯族自治區氣象台 {{{警告系統}}} | 廣西壯族自治區氣象台 {{{警告系統}}} |
| ----------------------------------- | ----------------------------------- | ----------------------------------- |
| 上一熱帶氣旋                        | 颱風黃色預警信號                    | 下一熱帶氣旋                        |
| 熱帶風暴海馬                        | 颱風黃色預警信號                    | 未有                                |

#### 廣東
| 广东省气象台 颱風預警信號 | 广东省气象台 颱風預警信號 | 广东省气象台 颱風預警信號 |
| ------------------------- | ------------------------- | ------------------------- |
| 上一熱帶氣旋              | 颱風黃色預警信號          | 下一熱帶氣旋              |
| 熱帶風暴海馬              | 颱風黃色預警信號          | 颱風納沙                  |

### 香港
| 香港天文台 熱帶氣旋警告信號 | 香港天文台 熱帶氣旋警告信號 | 香港天文台 熱帶氣旋警告信號 |
| --------------------------- | --------------------------- | --------------------------- |
| 上一熱帶氣旋                | 一號戒備信號                | 下一熱帶氣旋                |
| 熱帶風暴海馬                | 一號戒備信號                | 颱風納沙                    |
| 熱帶風暴海馬                | 三號強風信號                | 颱風納沙                    |

### 澳門
| 地球物理暨氣象局 熱帶氣旋信號 | 地球物理暨氣象局 熱帶氣旋信號 | 地球物理暨氣象局 熱帶氣旋信號 |
| ----------------------------- | ----------------------------- | ----------------------------- |
| 上一熱帶氣旋                  | 一號風球                      | 下一熱帶氣旋                  |
| 熱帶風暴海馬                  | 一號風球                      | 颱風納沙                      |
| 熱帶風暴海馬                  | 三號風球                      | 颱風納沙                      |

## 外部連結
- （英文）http://www.usno.navy.mil/JTWC/ （页面存档备份，存于） 聯合颱風警報中心首頁
- （繁體中文）http://www.cwb.gov.tw/ （页面存档备份，存于） 中央氣象局首頁
- （日語）http://www.jma.go.jp/jma/index.html （页面存档备份，存于） 日本氣象廳首頁
- （繁體中文）http://www.hko.gov.hk/ （页面存档备份，存于） 香港天文台首頁
- （繁體中文）http://www.smg.gov.mo/ （页面存档备份，存于） 澳門地球物理暨氣象局首頁